# Anonieme Alcoholisten

Logo

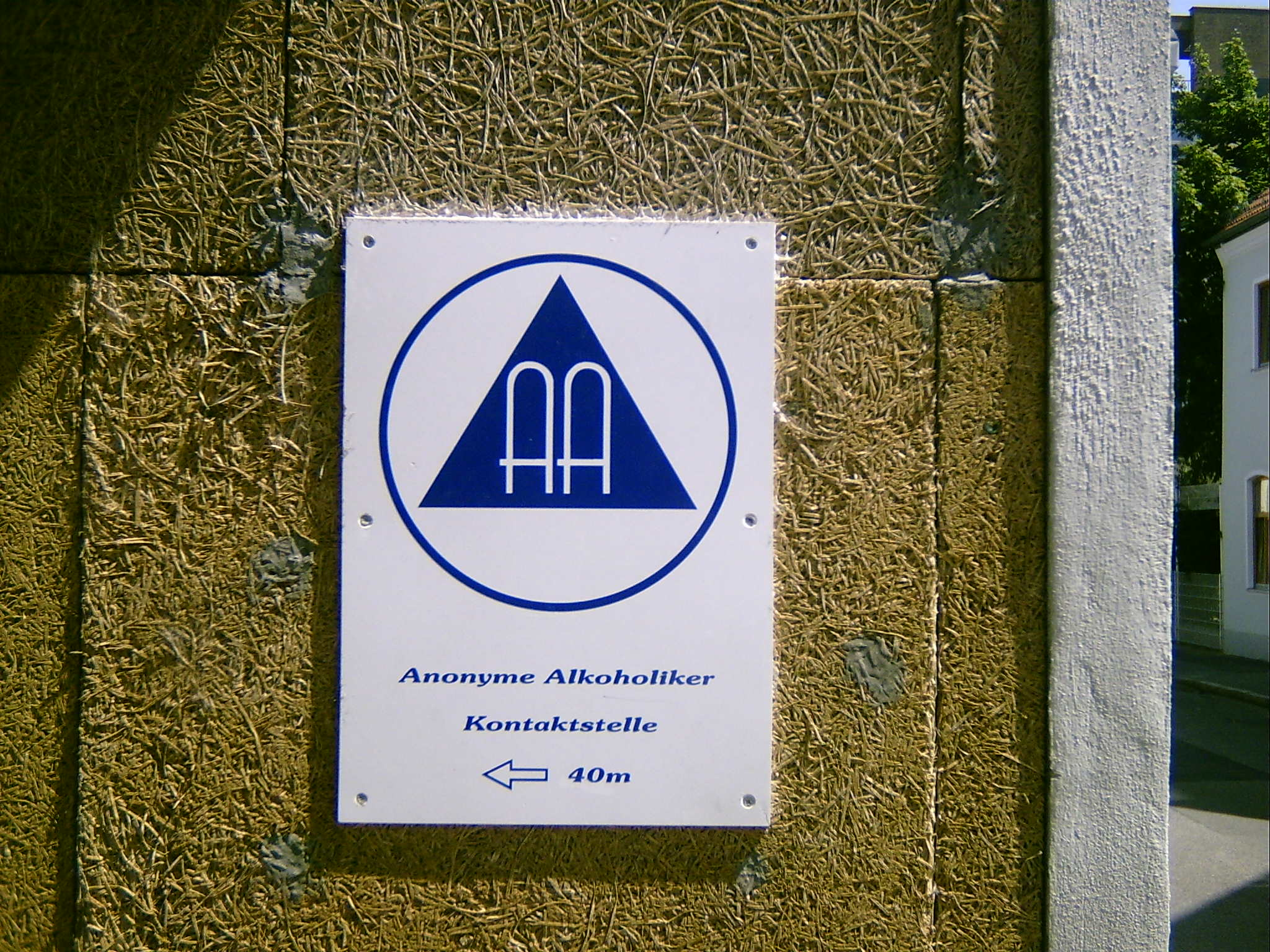
Verwijzing naar een ontmoetingspunt van de Anonieme Alcoholisten

Anonieme Alcoholisten, AA (Engels: Alcoholics Anonymous, A.A.) is een internationale organisatie van en voor alcoholisten. Ze streeft naar herstel van de gevolgen van het drankprobleem van haar leden en stelt zich ten doel dit herstel door te geven aan eenieder die het verlangen heeft te stoppen met drinken.

## Geschiedenis
Alcoholics Anonymous werd in 1935 opgericht door Bill Wilson (New York) en Dr. Bob Smith (Akron, Ohio). Oorspronkelijk werden bijeenkomsten gehouden waaraan ook de gezinsleden van de betrokkenen deelnamen. Sinds 1951 bestaat er Al-Anon, voor partners, familie en vrienden van alcoholisten, en sinds 1957 Alateen, voor kinderen van alcoholisten (zie Al-Anon/Alateen).
De eerste Nederlandstalige AA-groep startte in Nederland in 1948, Vlaanderen volgde in 1954. De eerste Franstalige groep in België werd in 1953 opgericht in Brussel. AA telt wereldwijd meer dan twee miljoen leden met meer dan 100.000 plaatselijke groepen in 150 landen.

## Werkwijze
De AA werkte als eerste met een 12-stappenplan, het twaalfstappenprogramma om van de verslaving af te komen. Bij de meeste bijeenkomsten van AA wordt een stap behandeld. Indien er een nieuw iemand in de groep komt wordt vaak weer met de eerste stap begonnen. Het doel van het deelnemen aan een AA groep is zelfhulp. De ervaring die men opdoet, door te luisteren en door te vertellen, kan men weer doorgeven aan nieuwe leden waardoor men niet alleen zichzelf helpt maar ook anderen. Ook kunnen nieuwe leden een stimulans voor de 'oudere' leden zijn, omdat zij weer herinnerd worden aan hoe zij vroeger waren.

## Effect
Een Cochrane systematic review van 2020 bestudeerde of het AA-programma en andere twaalfstappenprogramma’s effectief zijn voor de behandeling van alcoholisme. De auteurs vergeleken gelijkaardige programma's met behandelingen met een andere theoretische basis zoals motivatieverhogende therapie of cognitieve gedragstherapie en andere varianten van twaalfstappenprogramma's. De deelnemers namen allemaal vrijwillig deel. De belangrijkste onderzochte punten zijn onthouding, drinkintensiteit, alcohol-gerelateerde gevolgen en ernst van de verslaving. De review bevat 27 studies met 10565 deelnemers: 21 gerandomiseerde studies, vijf niet-gerandomiseerde studies en een zuiver economische studie. De gemiddelde leeftijd van de deelnemers varieerde tussen de studies van ongeveer 34 tot 51 jaar.
De resultaten tonen aan dat AA of gelijkaardige gestandaardiseerde twaalfstappenprogramma’s nuttig zijn voor mensen met een alcoholverslaving en ook werken op langere termijn. Mensen die niet willen deelnemen aan het AA-programma kunnen gelijkaardige programma's gebaseerd op wederzijdse ondersteuning overwegen.